# Ab Ke Baras
Ab Ke Baras är en Bollywood-film släppt den 10 maj 2002. 

## Handling
Filmen handlar om Anjali, en Indisk flicka som är född och uppvuxen i London, som börjar känna att hennes förflutna kommer ikapp henne. Hon känner att hennes kärlek från ett tidigare liv kallar på henne.

## Rollista
- Arya Babbar - Karan/Abhay
- Amrita Rao - Anjali Thapar/Nandini
- Ashutosh Rana - Tejeshwar Singhal
- Danny Denzongpa - CBI Officer Sikander Baksh
- Shakti Kapoor - Cameo appearance
- Ghanshyam - Kancha
- Ashish Vidyarthi - Rudra Singh

## Priser
- Screen Weekly Awards:
  - Most Promising Newcomer - Female: Amrita Rao (Nominerad)
  - Most Promising Newcomer - Male: Arya Babbar (Nominerad)